# HTC Desire
HTC Desire er en smartphone udviklet af HTC Corporation, som blev annonceret den 16. februar 2010 og udgivet i Europa i andet kvartal samme år. Den er drevet af en 1 GHz Snapdragon-processor og kører Android styresystemet, version 2.2 (Froyo) Den har en aktiv matrix OLED (AMOLED) skærm og et 5-megapixel kamera. Den har mange lighedspunkter med Nexus One.
Android operativsystemet er i stand til at drage fordel af video kredsløbet på Snapdragon processoren, der gør det muligt for enheden at optage og afspille video i high-definition 720p opløsning.

## Sammenligning med Nexus One
HTC Desire minder på mange måder om Nexus One. Forskellene er:

- Andet design
- Optisk trackpad i stedet for en trackball
- Tryk-knapper på fronten i stedet for berøringsfølsomme knapper
- FM-radio i HTC desire
- Kun en mikrofon og derfor ingen støjreducerende lydproesssor
- 576 MB DRAM i stedet for 512 MB DRAM
- Dualband 900/2100 MHz i stedet for triband 900/1700/2100 MHz
- HTC Sense brugergrænsefladen
- Kommer med Adobe Flash Lite 4
- Ingen tale-til-tekst
- HTC håndterer opdateringer og support i stedet for Google